# Мелянув (Ґарволінський повіт)
Мелянув (пол. Melanów) — село в Польщі, у гміні Ласкажев Ґарволінського повіту Мазовецького воєводства.
Населення — 385 осіб (2011).
У 1975-1998 роках село належало до Седлецького воєводства.

## Демографія
Демографічна структура станом на 31 березня 2011 року:
|          | Загалом | Допрацездатний вік | Працездатний вік | Постпрацездатний вік |
| -------- | ------- | ------------------ | ---------------- | -------------------- |
| Чоловіки | 201     | 51                 | 132              | 18                   |
| Жінки    | 184     | 37                 | 109              | 38                   |
| Разом    | 385     | 88                 | 241              | 56                   |